# Grino
Grino (in greco classico: Γρῦνος) è un personaggio della mitologia greca, figlio di Euripilo. Discendeva per parte di padre da Eracle ed aveva per bisnonno materno Priamo.

## Il mito

### Infanzia, giovinezza e ascesa al trono
Euripilo, figlio del re misio Telefo, aveva iniziato a combattere nel decimo anno della guerra di Troia in aiuto degli assediati (dopo la morte di Ettore ed Achille), conducendo con sé uno squadrone di misiaci ed ittiti. Egli si era appena sposato con una donna di cui non si conosce il nome: dopo la partenza di Euripilo sua moglie scoprì di essere incinta, e partorì un maschio, Grino. Il destino di Euripilo si compì secondo alcune fonti la notte della caduta di Troia, o, secondo altre, pochi giorni prima, in ogni caso egli fu aggredito da Neottolemo, il figlio d'Achille; balzò sul suo carro per fuggire, ma venne trafitto dalla lancia dell'acheo.
Grino fu allevato dal nonno Telefo e divenne re di Misia dopo la sua morte, stringendo anche una grande amicizia con Pergamo, il figlio di Neottolemo: terminava così l'odio che aveva visto le due famiglie l'una contro l'altra. Divenuto re, Grino fu attaccato dai vicini che volevano sottrargli il trono di Misia, ma con l'aiuto di Pergamo li sconfisse.

### La fondazione di Pergamo
Secondo alcuni autori, i due amici avrebbero fondato assieme la città di Pergamo; una tradizione diversa vuole Pergamo fondata da Grino, che avrebbe onorato il suo amico intitolando a lui la città: il nome "Pergamo" sarebbe stato dato alla città per celebrare l'amico che con spirito nobile e generoso aveva più volte aiutato il re misio. L'ipotesi in questione è la più probabile; Pergamo era legata alla memoria di Telefo, nonno paterno del re misio, i resti del quale vennero infatti qui trasferiti e posti in un grandioso complesso funerario. Un'altra prova a sostegno di ciò è la presenza sull'Altare di Zeus, uno dei capolavori dell'arte ellenistica edificato proprio a Pergamo per ordine del re Eumene II, di un fregio dedicato alle gesta di Telefo. Inoltre Eumene si proclamava discendente da una progenie divina (in quanto Telefo aveva per genitore Eracle, a sua volta figlio di Zeus).

## Etimologia
Il suo nome è riconducibile a γρυνός, "legna secca, fascina", dalla radice indoeuropea *greus-, "ardere, bruciare lentamente". Inoltre è possibile che si tratti di un nome frigio per ghrud-no-, "città sulla ghiaia", dall'indoeuropeo *ghreu-, "affilato per grattugiare".